# J300 Beaulieu-sur-Mer
Das J1 Beaulieu-sur-Mer (offiziell Tournoi International Junior de Beaulieu-sur-Mer) ist ein World-Junior-Tennisturnier, das seit 1996 jährlich im April in der französischen Küstenstadt Beaulieu-sur-Mer auf Sandplatz von der International Tennis Federation ausgetragen wird. Es gehört der zweithöchsten Turnierkategorie G1 an und ist nach den Juniorenwettkämpfen der French Open das älteste Nachwuchstennisturnier des Landes.

## Geschichte
1996 als Wettbewerb der niedrigsten Spielklasse G5 ins Leben gerufen, wurde die Veranstaltung 2004 in die Kategorie G1 aufgenommen und ist seitdem eines der wichtigsten Vorbereitungsturnier für die French Open.

## Siegerliste
Neben Justine Henin, die die Premierenedition des Turniers gewinnen konnte, gehört auch die French-Open-Siegerin Jeļena Ostapenko zu den bekannten Titelträgerinnen im Einzel. Im Doppel konnte unter anderem die ehemalige Weltranglistenerste Dinara Safina den Wettbewerb gewinnen.
Bei den Jungen gehört mit Juan Carlos Ferrero ebenfalls eine spätere Nummer eins der Weltrangliste zu den Titelträgern.

### Einzel
| Jahr                                                                 | Herren                           | Damen                            |                                  |
| -------------------------------------------------------------------- | -------------------------------- | -------------------------------- | -------------------------------- |
| ↓ International Junior Tournament – Kategorie: G5 ↓                  |                                  |                                  |                                  |
| 1996                                                                 | Olivier Levant                   | Justine Henin                    |                                  |
| ↓ Kategorie: G4 ↓                                                    |                                  |                                  |                                  |
| 1997                                                                 | Juan Carlos Ferrero              | Camille Pin                      |                                  |
| 1998                                                                 | Jean-Christophe Faurel           | Betina Stummer                   |                                  |
| ↓ ITF Junior World Ranking Les Lionceaux – Kategorie: G3 ↓           |                                  |                                  |                                  |
| 1999                                                                 | Julien Maes                      | Olivia Sanchez                   |                                  |
| ↓ Tournoi International Junior – Kategorie: G3 ↓                     |                                  |                                  |                                  |
| 2000                                                                 | Charles Roche                    | Galina Woskobojewa               |                                  |
| 2001                                                                 | Édouard Roger-Vasselin           | Marta Mir-Portell                |                                  |
| 2002                                                                 | Dudi Sela                        | Audrey Bergot                    |                                  |
| ↓ Tournoi International Junior de Triangle D’Or – Kategorie: G2 ↓    |                                  |                                  |                                  |
| 2003                                                                 | Daniel Gimeno Traver             | Mădălina Gojnea                  |                                  |
| ↓ Kategorie: G1 ↓                                                    |                                  |                                  |                                  |
| 2004                                                                 | Fabio Fognini                    | Monica Niculescu                 |                                  |
| 2005                                                                 | Jewgeni Kirillow                 | Alexandra Dulgheru               |                                  |
| ↓ Tournoi International Junior de Beaulieu-sur-Mer – Kategorie: G1 ↓ |                                  |                                  |                                  |
| 2006                                                                 | Thomas Fabbiano                  | Corinna Dentoni                  |                                  |
| 2007                                                                 | Matteo Trevisan                  | Xenija Lykina                    |                                  |
| 2008                                                                 | Cedrik-Marcel Stebe              | Alexandra Damaschin              |                                  |
| 2009                                                                 | Gianni Mina                      | Darja Gawrilowa                  |                                  |
| 2010                                                                 | Carlos Boluda Purkiss            | Sofija Kowalez                   |                                  |
| 2011                                                                 | Liam Broady                      | Irina Chromatschowa              |                                  |
| 2012                                                                 | Kimmer Coppejans                 | Belinda Bencic                   |                                  |
| 2013                                                                 | Alexander Zverev                 | Jeļena Ostapenko                 |                                  |
| 2014                                                                 | Johan Tatlot                     | Aliona Bolsova Zadoinov          |                                  |
| 2015                                                                 | Corentin Denolly                 | Charlotte Robillard-Millette     |                                  |
| 2016                                                                 | Geoffrey Blancaneaux             | Katarina Sawazka                 |                                  |
| 2017                                                                 | Alen Awidsba                     | Katarina Sawazka                 |                                  |
| 2018                                                                 | Nicolás Álvarez Varona           | Eleonora Molinaro                |                                  |
| 2019                                                                 | Holger Rune                      | Elsa Jacquemot                   |                                  |
| 2020                                                                 | Wegen COVID-19-Pandemie abgesagt | Wegen COVID-19-Pandemie abgesagt | Wegen COVID-19-Pandemie abgesagt |

### Doppel
| Jahr                                                                 | Herren                                 | Damen                                  |                                  |
| -------------------------------------------------------------------- | -------------------------------------- | -------------------------------------- | -------------------------------- |
| ↓ International Junior Tournament – Kategorie: G5 ↓                  |                                        |                                        |                                  |
| 1996                                                                 | Joel Christensen Mats Norin            | Stéphanie Rizzi Laëtitia Sanchez       |                                  |
| ↓ Kategorie: G4 ↓                                                    |                                        |                                        |                                  |
| 1997                                                                 | Michaël Llodra Nicolas Tourte          | Olivia Sanchez Cornelia Villemur       |                                  |
| 1998                                                                 | Jean-Christophe Faurel François Vatin  | Stéphanie Cohen-Aloro Melinda Malouli  |                                  |
| ↓ ITF Junior World Ranking Les Lionceaux – Kategorie: G3 ↓           |                                        |                                        |                                  |
| 1999                                                                 | Thierry Ascione Julien Maes            | Diana Brunel Olivia Sanchez            |                                  |
| ↓ Tournoi International Junior – Kategorie: G3 ↓                     |                                        |                                        |                                  |
| 2000                                                                 | Philippe Haas Julien Mathieu           | Dinara Safina Galina Woskobojewa       |                                  |
| 2001                                                                 | Eko Kurniawan Émile Petit              | Marta Domachowska Klaudia Jans-Ignacik |                                  |
| 2002                                                                 | Andis Juška Émile Petit                | Eden Marama Paula Marama               |                                  |
| ↓ Tournoi International Junior de Triangle D’Or – Kategorie: G2 ↓    |                                        |                                        |                                  |
| 2003                                                                 | Ervin Eleskovic Denis Zivkovic         | Mădălina Gojnea Iris Ichim             |                                  |
| ↓ Kategorie: G1 ↓                                                    |                                        |                                        |                                  |
| 2004                                                                 | Guillermo Alcaide Serhij Bubka         | Gabriela Niculescu Monica Niculescu    |                                  |
| 2005                                                                 | Tristan Farron-Mahon Alexander Sadecky | Sorana Cîrstea Alexandra Dulgheru      |                                  |
| ↓ Tournoi International Junior de Beaulieu-sur-Mer – Kategorie: G1 ↓ |                                        |                                        |                                  |
| 2006                                                                 | Thomas Fabbiano Dylan Sessagesimi      | Alexandra Panowa Teliana Pereira       |                                  |
| 2007                                                                 | Jewgeni Donskoi Wladimir Karusewitsch  | Ima Bohusch Julja Gawenko              |                                  |
| 2008                                                                 | Korneel Sanders Yannick Vandenbulcke   | Amandine Hesse Kristina Mladenovic     |                                  |
| 2009                                                                 | Sebastian Lavie Renzo Olivo            | Nadeschda Guskowa Karina Pimkina       |                                  |
| 2010                                                                 | Wiktor Baluda Michail Birjukow         | Caroline Garcia Charlène Seateun       |                                  |
| 2011                                                                 | Maxim Dubarenco Wladyslaw Manafow      | Irina Chromatschowa Danka Kovinić      |                                  |
| 2012                                                                 | Kimmer Coppejans Jeroen Vanneste       | Francesca Gariglio Giorgia Marchetti   |                                  |
| 2013                                                                 | Johannes Härteis Hannes Wagner         |                                        |                                  |
| 2014                                                                 | Johan Tatlot Corentin Moutet           |                                        |                                  |
| 2015                                                                 | Corentin Denolly Tim Sandkaulen        |                                        |                                  |
| 2016                                                                 | Benjamin Sigouin Louis Weßels          | Oana Gavrilă Lucie Kaňková             |                                  |
| 2017                                                                 | Jesper de Jong Ryan Nijboer            | Ali Collins Jule Niemeier              |                                  |
| 2018                                                                 | Yankı Erel Admir Kalender              | Anri Nagata Naho Satō                  |                                  |
| 2019                                                                 | Dominic Stricker Harry Wendelken       | Yasmine Mansouri Federica Rossi        |                                  |
| 2020                                                                 | Wegen COVID-19-Pandemie abgesagt       | Wegen COVID-19-Pandemie abgesagt       | Wegen COVID-19-Pandemie abgesagt |